# Niklas Müller

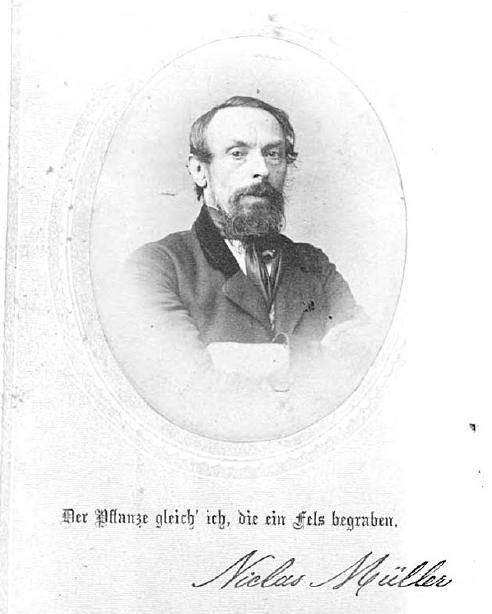
Niklas Müller (1809–1875)

Niklas Müller (* 15. November 1809 in Langenau; † 14. August 1875 in New York) war ein deutscher Dichter und Verleger.

## Leben
Er machte seine Ausbildung als Drucker in Ulm, zog von 1828 bis 1830 als Geselle durch Österreich und Ungarn und arbeitete dann in Stuttgart. Er war dann Drucker bei Cotta. 1837 veröffentlichte Gustav Schwab Gedichte des Autodidakten Müller unter dem Namen „Lieder“. Das machte den jungen Müller mit einem Schlag bekannt. So konnte er sich 1837 eine Reise nach England und Paris leisten, um den Holzschnitzdruck zu lernen. 1840 kehrte er zurück und 1843 kaufte er in Wertheim am Main eine Buchdruckerei und gab ein Wochenblatt, den Main- und Tauberboten, und das Amtsblatt heraus. Er korrespondierte mit Größen wie Ludwig Uhland. 1848 wurde er Abgeordneter in der Konstituierenden Versammlung der badischen Republik, nach dem Zusammenbruch der Badischen Revolution musste er in die Schweiz fliehen. Seine Frau konnte Teile seines Vermögens retten und so siedelten beide 1853 nach New York über. Dort errichtete er wieder eine Druckerei (Nic. Müllers Buchdruckerei, 48 Beekman Street). Noch 1867 gab er ein Buch mit dem Titel  Neuere Lieder und Gedichte heraus. Er starb kurz bevor er 1875 zu seinem Sohn nach Lübeck übersiedeln konnte. In New York hinterließ er seine Witwe Karoline Müller und einen Sohn Gustav.
Das Das Buch der Deutschen in America (S. 373/374) erwähnt ihn als deutschen Dichter und Schriftsetzer.

## Werke (Auswahl)
- Lieder, 1837, Digitalisat
- Neue Lieder und Gedicht, 1867, Digitalisat

1874 veröffentlichte er mit „Der Rabe“ eine deutsche Übersetzung des bekannten Gedichts von Poe. Auch die Elegy Written in a Country Church-yard von Thomas Gray übersetzte er ins Deutsche und veröffentlichte es 1874.